# Claude Dityvon
Claude Raimond-Dityvon ou Claude Dityvon, né le 12 mars 1937 à La Rochelle et mort le 3 juin 2008 à Paris, est un photographe français.

## Biographie
Les premières photographies de Claude Dityvon sur les bidonvilles de La Courneuve datent de 1967. En 1968, il photographie les évènements de mai 1968,, ; plusieurs représentent Daniel Cohn-Bendit et Louis Aragon le 9 mai 1968,,. Ce travail fait l'objet d'un ouvrage publié en 1998.
Son travail est récompensé par l'attribution, en 1970, du Prix Niépce. 
Il est cofondateur, en 1972, avec sept autres photographes (Alain Dagbert, Martine Franck, Hervé Gloaguen, François Hers, Richard Kalvar, Jean Lattès, Guy Le Querrec) de l’ Agence Viva. Celle-ci cesse ses activités en 1982 à la suite de divergences internes après avoir réalisé des reportages en profondeur sur la vie quotidienne ; Claude Dityvon tente de sauver l'agence en la rachetant mais échoue.  
Il collabore avec Les Cahiers du Cinéma en 1985. Le projet appelé "Album de tournages" présente la façon d’opérer de 10 réalisateurs sur 10 tournages différents en France. Il part sur les tournages des films de Maurice Pialat, André Téchiné, Jean-Pierre Mocky, Raoul Ruiz, Claude Chabrol, Manuel de Oliveira, Jacques Demy.
Il participe avec 25 autres photographes à la Mission photographique Transmanche, impulsée par le Centre régional de la photographie Nord-Pas-de-Calais à partir de 1988, qui a
pour objectif de photographier les transformations apportées dans la région par chantier du percement du tunnel sous la Manche, dans un territoire touché par la désindustrialisation ; Claude Dityvon se consacre au Canal du Nord ; ses photographies sont publiées en 1991 dans le cahier no  7 de la collection « Mission photographique transmanche ».
En 1993, Jean-Luc Monterosso, directeur de la Maison européenne de la photographie à Paris sollicite le photographe pour une rétrospective de son œuvre de 1967 à 1993. Une importante monographie est publiée pour l’occasion.
Il participe en tant que photographe de plateau au film Les Roseaux sauvages d'André Téchiné en 1994.
En 2002-2004, avec l'écrivain Claude Jeancolas spécialiste de Rimbaud, il effectue un voyage photographique sur les traces du poète en Afrique à Djibouti.
Il meurt à Paris dans le 13e arrondissement le 3 juin 2008 à l'âge de 71 ans,.

## Expositions
- 25 janvier - 27 février 1972 : Claude Raimond-Dityvon : visages de la cité, Musée d'Art moderne de la Ville de Paris, ARC (Animation-Recherche-Confrontation).
- 1er juin - 24 juin 1978 : Marée noire 78, Maison de la culture, Rennes.
- 1986 : Humeurs de la ville, Centre régional de la photographie Nord-Pas-de-Calais, Douchy-les-Mines.
- 17 décembre 1993 - 31 mars 1994 : Au pied du mur : 1993, le chantier et les hommes, exposition collective : photographies de Claude Dityvon, Despatin et Gobeli, Guy Hersant, Centre d'information de la cité de chantier de la Bibliothèque nationale de France, Paris.
- 23 novembre 1993 - 7 février 1994 : Dityvon, Espace photographique de la Ville de Paris.
- 11 janvier - 11 février 1996 : Dityvon, et l'homme dans la ville, Galerie municipale Jean-Collet, Vitry-sur-Seine.
- 25 février - 15 mai 2005 : La caravane Rimbaud : paysages de Djibouti, Musée Rimbaud, Charleville-Mézières.
- 31 août - 15 septembre 2005 : Un monde oublié, renaissance, festival Visa pour l'image, Perpignan : exposition de ses portraits du monde paysan, marin et ouvrier des années 1970[12].
- 8 avril - 30 avril 2006 : Hommage à Claude Dityvon, Photsoc, festival international de la photographie sociale, Sarcelles.
- 14 octobre 2010 - 30 janvier 2011 : Claude Dityvon. Un monde oublié, Maison de la photographie Robert-Doisneau, Gentilly[13].
- 11 mai - 26 août 2018 : Claude Dityvon. Mai 68, Bibliothèque municipale Alexis de Tocqueville, Caen[14].

## Livres de photographies
- Gens de La Rochelle, texte de Jean Duvignaud, Paris,  Contrejour, 1979, 127 p.  (ISBN 2-85949-022-1).
- Basket, Limoges, L. Souny, 1983, 58 p.
- Mai 68, texte de Renaud, Camera obscura, 1988, 110 p.  (ISBN 2-86804-518-9) Aperçu en ligne sur Gallica.
- avec Philippe Lesage et Pierre Devin : La Navale : Dunkerque 87, Douchy-les-Mines, Centre régional de la photographie Nord-Pas-de-Calais, 1989  (ISBN 2-904538-15-1).
- Canal du Nord, Paris, Éditions de la Différence, Douchy-les-Mines, Centre régional de la photographie Nord-Pas-de-Calais (collection « Mission photographique transmanche », no  7), 1991, 46 p.  (ISBN 2-904538-23-2).
- Red Star, texte de Jean-Louis Sagot-Duvauroux, Paris, Cercle d'art, 1994, 101 p.  (ISBN 2-7022-0410-4).
- Impressions de mai : photographies prises à Paris entre le 6 mai et le 2 juin 1968  (préf. Christian Caujolle), Paris, Seuil, 1998, 95 p. (ISBN 2-02-034833-0).
- Passé composé, textes de Jean-Marc Dimanche et Claude Dityvon, conception graphique de Francis Lachance, Ivry-sur-Seine, Vitriol / Operae, 2003, 70 p.  (ISBN 2-9513576-5-6)
- Mai 68, état des lieux, textes de Christian Caujolle et François Cheval, Marseille, André Frère éditions, 2018, 87 p.  (ISBN 979-10-92265-70-5).

## Postérité
Depuis octobre 2010, la bibliothèque universitaire du Campus Saint Serge à Angers accueille la photothèque de Claude Dityvon. Une partie du fonds a été numérisée et mise en ligne. La bibliothèque Saint Serge accueille aussi depuis le 19 janvier 2012 la Galerie Dityvon, parrainée par Marin Karmitz : chaque année, l'une des trois expositions programmées permet de découvrir une facette nouvelle de l'œuvre de l'artiste.
En mai 2018, la maison Millon organise à Paris une vente aux enchères de photographies provenant de la collection personnelle de Claude Dityvon. 300 clichés de l’artiste réalisés entre 1967 et 2007 rappelant toutes les étapes de son œuvre et son travail sont proposés,.